# Juho Nenonen
Juho Nenonen (Espoo, 12 settembre 1987) è un cestista finlandese.

## Palmarès
- Campionato finlandese: 3

Espoon Honka: 2006-07, 2007-08
Vilpas Vikings: 2020-21
- Coppa di Finlandia: 1

Joensuun Kataja: 2011